# La donna del bandito
La donna del bandito (They Live by Night) è un film del 1948 diretto da Nicholas Ray.
Il film, in Italia noto anche con il titolo Disperazione, è regolarmente citato come il più significativo progenitore del genere "fuorilegge innamorati in fuga". Seguita da film come Gangster Story (Bonnie and Clyde) e Assassini nati (Natural Born Killers) la pellicola di Nicholas Ray rimane l'esempio più rappresentativo di tale genere.
Con il suo stile visivo dinamico, l'acuta osservazione di uno specifico ambiente sociale e una potente trazione emotiva, il film segnò l'emergere di una caratteristica visione d'autore. Secondo la prestigiosa rivista Cahiers du cinéma, La donna del bandito rappresenta un traguardo ancora più importante, la prima scossa di quello che stava avvenendo ai film americani, il cinema classico stava lasciando il posto ad un nuovo cinema che stava nascendo.

## Trama
Bowie Bowers, ingiustamente condannato per omicidio, evade di prigione insieme ai rapinatori di banche Elmo Chickamaw Mobley e Henry "T-Dub" Mansfield. Una volta liberi, i tre progettano di rapinare una banca e si indirizzano verso il fratello di Chickamaw; Bowie in particolare è determinato a trovare i soldi per assumere un avvocato e dimostrare la sua innocenza. Durante l'evasione, tuttavia, Bowie rimane ferito alla caviglia, così i tre sono costretti a fermarsi da Keechie, nipote di Chickamaw, che aiuta il padre alcolizzato a gestire una stazione di rifornimento. Keechie non approva le azioni criminali dello zio, ma rimane immediatamente attratta da Bowie; i due hanno modo di conoscersi a fondo e presto si innamoreranno. Intanto, arriva il momento di mettere in atto la rapina, mentre Chickamaw e T-Dub promettono a Mattie, la cognata di T-Dub, di usare la loro parte del bottino per tirare fuori di prigione suo marito Richard. La rapina ha successo e i tre non resisteranno alla tentazione di spendere il denaro per bei vestiti o una nuova macchina. Ora Bowie ha i soldi, ma leggendo i giornali scopre che la polizia crede che sia diventato il leader della banda, oltre che essere stato soprannominato dai media "The Kid". Il suo sogno di provare la sua innocenza è quindi svanito.
Nel frattempo però, Keechie dichiara esplicitamente i suoi sentimenti per lui e gli offre la possibilità di abbandonare Chickamaw e T-Dub e fuggire insieme a lei. I due raggiungono un paese rurale, dove decidono impulsivamente di sposarsi. Si rifugiano quindi su una casa in montagna dove pianificano di vivere onestamente e serenamente. Non molto tempo dopo però, Chickamaw fa una visita a sorpresa, chiedendo a Bowie di partecipare ad un ultimo colpo. Bowie vorrebbe rifiutare, così come gli chiede Keechie, ma Chickamaw e T-Dub lo costringono a prendere parte al crimine. Durante la nuova rapina, le cose non vanno per il meglio: T-Dub viene ucciso e dopo un violento litigio in auto, Bowie abbandona Chickamaw sulla strada.
Di ritorno da Keechie, Bowie scopre che la polizia continua a considerarlo leader della banda, apprende che la moglie è incinta e che Chickamaw è stato ucciso mentre tentava di rapinare un negozio di liquori. Con la polizia alle calcagna, Keechie e Bowie pianificano quindi di fuggire in Messico e in seguito ad un malore di Keechie, si vedono costretti a rifugiarsi temporaneamente nel motel di Mattie. Bowie va a trovare un uomo, Hawkins, in grado di aiutarlo a passare il confine, ma quest'ultimo si rifiuta. Mattie intanto tradisce i due, facendo un patto con la polizia: la libertà del marito in cambio della consegna di Bowie.
Bowie, perse le speranze di raggiungere in sicurezza il Messico, decide per il momento di fuggire da solo per evitare pericoli a Keechie e al nascituro, ritorna quindi al motel e lascia a Mattie un biglietto e dei soldi per la moglie; Mattie tuttavia lo persuade ad andare a trovare Keechie nella sua stanza per un ultimo saluto e per consegnarle il messaggio di persona. Ad attenderlo c'è la polizia, che finirà per sparargli e ucciderlo. Keechie, svegliata dagli spari, accorre disperata e abbraccia Bowie esanime. Trovato il messaggio, Keechie mestamente lo legge, sussurrando alla fine un "ti amo".

## Produzione
Prima del debutto cinematografico, il film aveva assunto i titoli di lavorazione Thieves Like Us, Your Red Wagon e The Twisted Road, quest'ultimo usato nella distribuzione nel Regno Unito; prima di assumere il titolo definitivo They Live by Night, con il quale fu proiettato nelle sale cinematografiche statunitensi. Il film costituisce il debutto cinematografico del regista Nicholas Ray, che in un'intervista ebbe occasione di indicare tra i suoi film preferiti.
La sceneggiatura è tratta dal romanzo pubblicato nel 1937 Thieves Like Us, di Edward Anderson, i cui diritti erano stati acquistati da Rowland Brown. Brown scrisse una prima versione della sceneggiatura nel 1941, prima di cederne i diritti alla RKO Pictures. Quando i produttori sottoposero i contenuti alla Production Code Administration, sussidiaria della Motion Picture Association of America che aveva il compito di autorizzare la distribuzione dei nuovi film in produzione, la sceneggiatura andò incontro ad una bocciatura; fu definita «inaccettabile» a causa dell'eccessiva attività criminale e la presenza di troppe scene di sesso. Una nuova versione della sceneggiatura fu quindi scritta da Robert D. Andrews nell'ottobre del 1941, ma anche questa, per gli stessi motivi della prima versione, fu respinta dalla PCA. La RKO non presentò una nuova sceneggiatura alla commissione della PCA fino al settembre del 1944, quando fu bocciata per la terza volta. Tra l'agosto del 1946 e il maggio del 1947, mentre Nicholas Ray stava lavorando ad un suo adattamento, altre tre versioni del copione furono bocciate dalla PCA, che voleva una trama meno incentrata sulle azioni criminose dei personaggi e più sulla moralità. Dopo che vari suggerimenti della PCA vennero accolti, la sceneggiatura, infine accreditata a Charles Schnee e Nicholas Ray, ottenne il via libera dalla commissione il 10 giugno 1947.
Oltre a segnare il debutto di Nicholas Ray nel mondo del cinema, La donna del bandito fu anche il primo film di George E. Diskant come direttore della fotografia. Le location principali furono situate nella San Fernando Valley, a Culver City, Newhall, Rancho Santa Anita e Los Angeles. Alcune scene furono girate anche in Providencia e in Flintridge, sempre in California. La sequenza d'apertura fu girata con una telecamera fissata su un elicottero; le riprese aeree erano molto rare in quel periodo. Durante le riprese, svolte tra il 23 giugno e il 23 agosto 1947, Farley Granger, saltando da un treno merci, si ruppe una caviglia. Le spese di produzione totali ammontarono a 808.397 dollari.
Diverse scene furono tagliate in fase di montaggio, tra cui una in cui, in una sala da ballo, una giovane coppia spiega l'espressione tipica degli stati meridionali degli Stati Uniti «your red wagon».

## Colonna sonora
Le musiche del film furono curate da Leigh Harline. Il brano Your Red Wagon è di Richard M. Jones, Don Raye e Gene de Paul.

## Distribuzione
La pellicola esordì nelle sale cinematografiche britanniche nell'agosto del 1948, mentre negli Stati Uniti fu distribuito solo durante l'anno successivo, il 5 novembre 1949.

## Critica
Il New York Times criticò il soggetto del film, giudicando la storia molto comune, spiegando come il libro a cui è ispirato il film è a sua volta ispirato ad almeno due o tre storie di criminali in fuga con la propria compagna. Tuttavia apprezzò molto il lavoro dell'esordiente Nicholas Ray, definendo acuta la sua regia. Il lavoro di Ray fu apprezzato anche dalla rivista Variety, che lo definì un «lavoro di prim'ordine». Secondo la rivista, la trama viaggia scorrevolmente verso l'inevitabile tragico finale senza cercare di scendere a compromessi. Secondo TV Guide si tratta di un film «splendidamente recitato», «uno dei noir più intensi e indimenticabili mai fatto».

## Edizioni home video
Il 31 luglio 2007 la Warner Home Video distribuì il film in DVD in un cofanetto facente parte di una serie dedicata ai film classici noir, in cui era incluso anche La via della morte (Side Street).